# Liste des premiers joueurs en nombre de yards gagnés à la réception par saison en NFL
Cette liste reprend tous les joueurs ayant gagné le plus de yards  à la réception en National Football League au cours d'une saison régulière saison après saison, ceux parcourus lors des playoffs n'étant pas pris en compte.

## Liste des joueurs

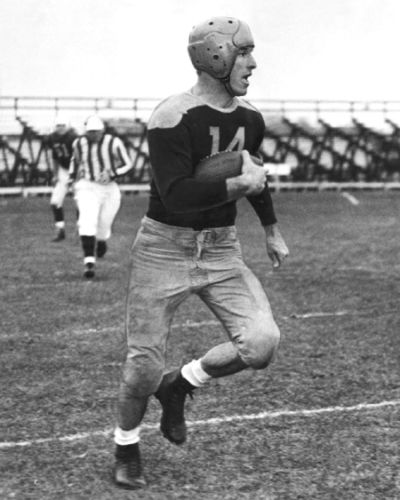
Don Hutson, lauréat à sept reprises.

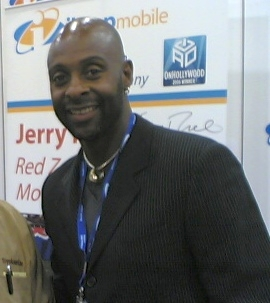
Jerry Rice, lauréat à six reprises.

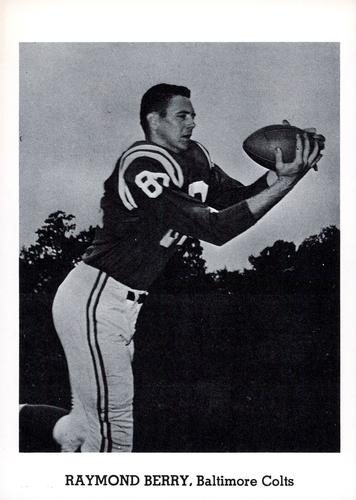
Raymond Berry, lauréat à trois reprises.

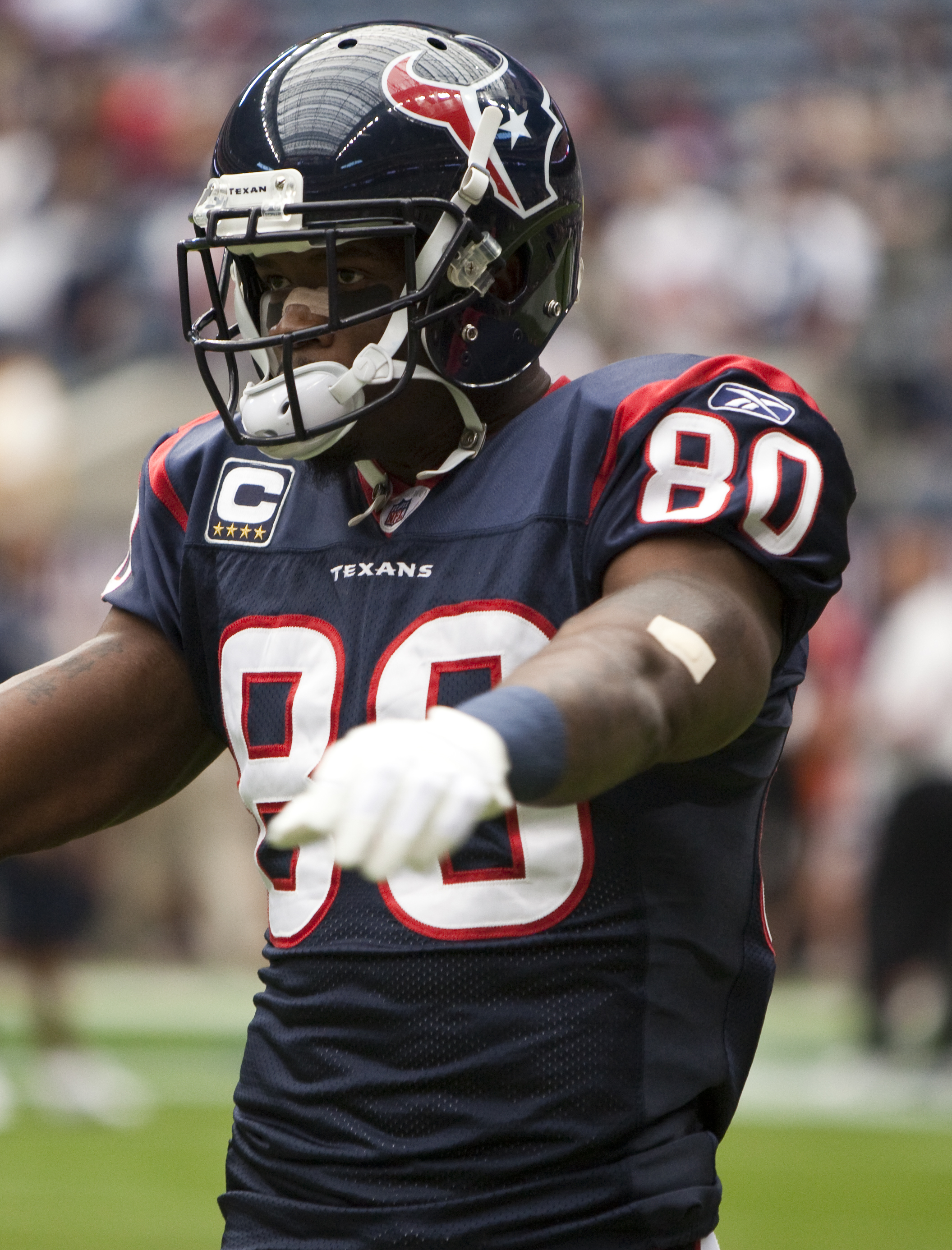
Andre Johnson, lauréat à deux reprises.

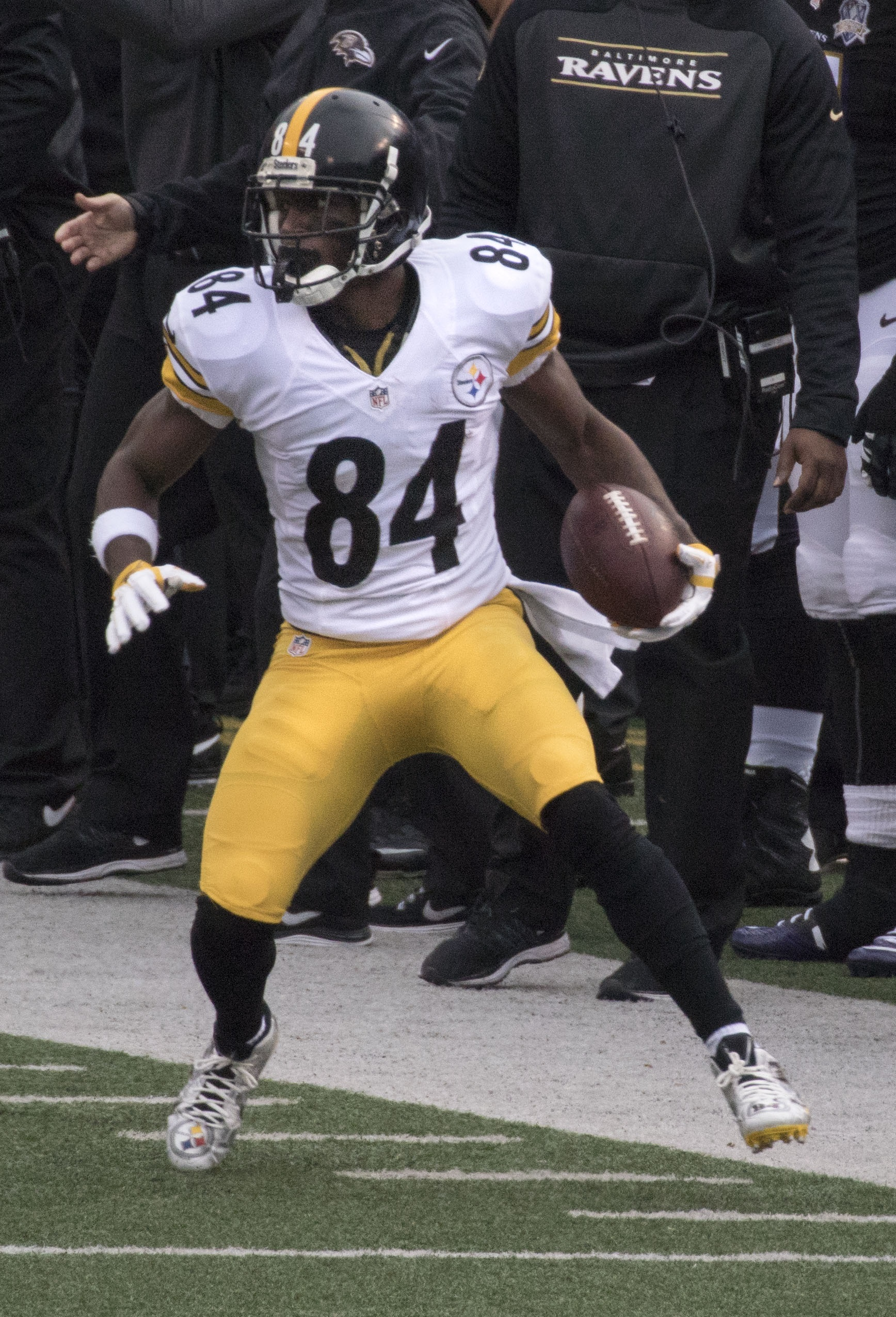
Antonio Brown, lauréat à deux reprises.

| Saison | Équipe              | Joueur                        | Yards | Matchs |
| ------ | ------------------- | ----------------------------- | ----- | ------ |
| 1932   | Ray Flaherty        | Giants de New York            | 350   | 12     |
| 1933   | Paul Moss           | Pirates de Pittsburgh         | 283   | 10     |
| 1934   | Harry Ebding        | Lions de Détroit              | 264   | 12     |
| 1935   | Charley Malone      | Redskins de Boston            | 433   | 11     |
| 1936   | Don Hutson          | Packers de Green Bay          | 536   | 12     |
| 1937   | Gaynell Tinsley     | Cardinals de Chicago          | 675   | 11     |
| 1938   | Don Hutson (2)      | Packers de Green Bay          | 548   | 10     |
| 1939   | Don Hutson (3)      | Packers de Green Bay          | 846   | 11     |
| 1940   | Don Looney          | Eagles de Philadelphie        | 707   | 11     |
| 1941   | Don Hutson (4)      | Packers de Green Bay          | 738   | 11     |
| 1942   | Don Hutson (5)      | Packers de Green Bay          | 1211  | 17     |
| 1943   | Don Hutson (6)      | Packers de Green Bay          | 776   | 10     |
| 1944   | Don Hutson (7)      | Packers de Green Bay          | 866   | 10     |
| 1945   | Jim Benton          | Rams de Cleveland             | 1067  | 9      |
| 1946   | Jim Benton (2)      | Rams de Los Angeles           | 981   | 11     |
| 1947   | Malcolm Kutner      | Cardinals de Chicago          | 944   | 12     |
| 1948   | Malcolm Kutner (2)  | Cardinals de Chicago          | 943   | 12     |
| 1949   | Bob Mann            | Lions de Détroit              | 1014  | 12     |
| 1950   | Tom Fears           | Rams de Los Angeles           | 1116  | 12     |
| 1951   | Elroy Hirsch        | Rams de Los Angeles           | 1495  | 12     |
| 1952   | Billy Howton        | Packers de Green Bay          | 1231  | 12     |
| 1953   | Pete Pihos          | Eagles de Philadelphie        | 1049  | 12     |
| 1954   | Bob Boyd            | Rams de Los Angeles           | 1212  | 12     |
| 1955   | Pete Pihos (2)      | Eagles de Philadelphie        | 864   | 12     |
| 1956   | Billy Howton        | Packers de Green Bay          | 1188  | 12     |
| 1957   | Raymond Berry       | Colts de Baltimore            | 800   | 12     |
| 1958   | Del Shofner         | Rams de Los Angeles           | 1097  | 12     |
| 1959   | Raymond Berry (2)   | Colts de Baltimore            | 959   | 12     |
| 1960   | Raymond Berry (3)   | Colts de Baltimore            | 1298  | 12     |
| 1961   | Tommy McDonald      | Eagles de Philadelphie        | 1144  | 14     |
| 1962   | Bobby Mitchell      | Redskins de Washington        | 1384  | 14     |
| 1963   | Bobby Mitchell (2)  | Redskins de Washington        | 1436  | 14     |
| 1964   | Johnny Morris       | Bears de Chicago              | 1200  | 14     |
| 1965   | Dave Parks          | 49ers de San Francisco        | 1344  | 14     |
| 1966   | Pat Studstill       | Lions de Détroit              | 1266  | 14     |
| 1967   | Ben Hawkins         | Eagles de Philadelphie        | 1265  | 14     |
| 1968   | Roy Jefferson       | Steelers de Pittsburgh        | 1074  | 14     |
| 1969   | Harold Jackson      | Eagles de Philadelphie        | 1116  | 14     |
| 1970   | Gene Washington     | 49ers de San Francisco        | 1100  | 13     |
| 1971   | Otis Taylor         | Chiefs de Kansas City         | 1110  | 14     |
| 1972   | Harold Jackson (2)  | Eagles de Philadelphie        | 1048  | 14     |
| 1973   | Harold Carmichael   | Eagles de Philadelphie        | 1116  | 14     |
| 1974   | Cliff Branch        | Raiders d'Oakland             | 1092  | 14     |
| 1975   | Ken Burrough        | Oilers de Houston             | 1063  | 14     |
| 1976   | Roger Carr          | Colts de Baltimore            | 1112  | 14     |
| 1977   | Drew Pearson        | Cowboys de Dallas             | 870   | 14     |
| 1978   | Wesley Walker       | Jets de New York              | 1169  | 16     |
| 1979   | Steve Largent       | Seahawks de Seattle           | 1237  | 15     |
| 1980   | John Jefferson      | Chargers de San Diego         | 1340  | 16     |
| 1981   | Alfred Jenkins      | Falcons d'Atlanta             | 1358  | 16     |
| 1982   | Wes Chandler        | Chargers de San Diego         | 1032  | 8      |
| 1983   | Mike Quick          | Eagles de Philadelphie        | 1409  | 16     |
| 1984   | Roy Green           | Cardinals de Saint-Louis      | 1555  | 16     |
| 1985   | Steve Largent (2)   | Seahawks de Seattle           | 1287  | 16     |
| 1986   | Jerry Rice          | 49ers de San Francisco        | 1570  | 15     |
| 1987   | J. T. Smith         | Cardinals de Saint-Louis      | 1117  | 15     |
| 1988   | Henry Ellard        | Rams de Los Angeles           | 1414  | 16     |
| 1989   | Jerry Rice (2)      | 49ers de San Francisco        | 1483  | 16     |
| 1990   | Jerry Rice (3)      | 49ers de San Francisco        | 1502  | 16     |
| 1991   | Michael Irvin       | Cowboys de Dallas             | 1523  | 16     |
| 1992   | Sterling Sharpe     | Packers de Green Bay          | 1461  | 16     |
| 1993   | Jerry Rice (4)      | 49ers de San Francisco        | 1503  | 16     |
| 1994   | Jerry Rice (5)      | 49ers de San Francisco        | 1499  | 16     |
| 1995   | Jerry Rice (6)      | 49ers de San Francisco        | 1848  | 16     |
| 1996   | Isaac Bruce         | Rams de Saint-Louis           | 1338  | 16     |
| 1997   | Rob Moore           | Cardinals de l'Arizona        | 1584  | 16     |
| 1998   | Antonio Freeman     | Packers de Green Bay          | 1424  | 15     |
| 1999   | Marvin Harrison     | Colts d'Indianapolis          | 1663  | 16     |
| 2000   | Torry Holt          | Rams de Saint-Louis           | 1635  | 16     |
| 2001   | David Boston        | Cardinals de l'Arizona        | 1598  | 16     |
| 2002   | Marvin Harrison (2) | Colts d'Indianapolis          | 1722  | 16     |
| 2003   | Torry Holt (2)      | Rams de Saint-Louis           | 1696  | 16     |
| 2004   | Muhsin Muhammad     | Panthers de la Caroline       | 1405  | 16     |
| 2005   | Steve Smith         | Panthers de la Caroline       | 1563  | 16     |
| 2006   | Chad Johnson        | Bengals de Cincinnati         | 1369  | 16     |
| 2007   | Reggie Wayne        | Colts d'Indianapolis          | 1510  | 16     |
| 2008   | Andre Johnson       | Texans de Houston             | 1575  | 16     |
| 2009   | Andre Johnson (2)   | Texans de Houston             | 1569  | 16     |
| 2010   | Brandon Lloyd       | Broncos de Denver             | 1448  | 16     |
| 2011   | Calvin Johnson      | Lions de Détroit              | 1681  | 16     |
| 2012   | Calvin Johnson (2)  | Lions de Détroit              | 1964  | 16     |
| 2013   | Josh Gordon         | Browns de Cleveland           | 1646  | 14     |
| 2014   | Antonio Brown       | Steelers de Pittsburgh        | 1698  | 16     |
| 2015   | Julio Jones         | Falcons d'Atlanta             | 1871  | 16     |
| 2016   | T. Y. Hilton        | Colts d'Indianapolis          | 1448  | 16     |
| 2017   | Antonio Brown (2)   | Steelers de Pittsburgh        | 1533  | 14     |
| 2018   | Julio Jones (2)     | Falcons d'Atlanta             | 1677  | 16     |
| 2019   | Michael Thomas      | Saints de La Nouvelle-Orléans | 1725  | 16     |
| 2020   | Stefon Diggs        | Bills de Buffalo              | 1535  | 16     |
| 2021   | Cooper Kupp         | Rams de Los Angeles           | 1946  | 17     |